# Сазды (Кызылординская область)
Сазды (каз. Сазды) — село в Аральском районе Кызылординской области Казахстана. Административный центр и единственный населённый пункт Саздинского сельского округа. Код КАТО — 433256100.

## Население
В 1999 году население села составляло 555 человек (270 мужчин и 285 женщин). По данным переписи 2009 года, в селе проживали 564 человека (278 мужчин и 286 женщин).